# Дюбах (Луїзіана)
Дюбах (англ. Dubach) — місто (англ. town) в США, в окрузі Лінкольн штату Луїзіана. Населення — 908 осіб (2020).

## Географія
Дюбах розташований за координатами 32°42′12″ пн. ш. 92°39′42″ зх. д. / 32.70333° пн. ш. 92.66167° зх. д. (32.703291, -92.661530).  За даними Бюро перепису населення США в 2010 році місто мало площу 4,87 км², з яких 4,71 км² — суходіл та 0,16 км² — водойми.

## Демографія
Згідно з переписом 2010 року, у місті мешкала 961 особа в 403 домогосподарствах у складі 250 родин. Густота населення становила 198 осіб/км².  Було 464 помешкання (95/км²).
Расовий склад населення:
| - 53,1 % — білих - 45,0 % — чорних або афроамериканців - 0,5 % — азіатів - 0,1 % — корінних американців |

До двох чи більше рас належало 1,1 %. Частка іспаномовних становила 1,1 % від усіх жителів.
За віковим діапазоном населення розподілялося таким чином: 25,7 % — особи молодші 18 років, 59,5 % — особи у віці 18—64 років, 14,8 % — особи у віці 65 років та старші. Медіана віку мешканця становила 35,1 року. На 100 осіб жіночої статі у місті припадало 81,3 чоловіків;  на 100 жінок у віці від 18 років та старших — 82,1 чоловіків також старших 18 років.
Середній дохід на одне домашнє господарство  становив 49 134 долари США (медіана — 26 458), а середній дохід на одну сім'ю — 74 485 доларів (медіана — 39 643). За межею бідності перебувало 25,5 % осіб, у тому числі 13,5 % дітей у віці до 18 років та 25,3 % осіб у віці 65 років та старших.
Цивільне працевлаштоване населення становило 376 осіб. Основні галузі зайнятості: виробництво — 17,0 %, мистецтво, розваги та відпочинок — 14,1 %, освіта, охорона здоров'я та соціальна допомога — 13,0 %.